# Solução de fluido
Em relatividade geral, uma solução de fluido é uma solução exata das equações de campo de Einstein na qual o campo gravitacional é produzido inteiramente pela massa, momento, e densidade de tensão de um fluido.
Em astrofísica, soluções de fluidos são frequentemente empregadas como modelos estelares. Eles podem ajudar a pensar sobre um gás perfeito como um caso de fluido perfeito. Em cosmologia, soluções de fluidos são frequentemente usadas como modelos cosmológicos.

## Definição matemática
O tensor de energia-momento de um fluido relativístico pode ser escrito na forma:
{\displaystyle T^{ab}=\mu \,u^{a}\,u^{b}+p\,h^{ab}+\left(u^{a}\,q^{b}+q^{a}\,u^{b}\right)+\pi ^{ab}}
Aqui
- o "mundo de linhas" dos elementos fluidos são as curvas integrais do vetor velocidade {\displaystyle u^{a}},
- o tensor de projeção {\displaystyle h_{ab}=g_{ab}+u_{a}\,u_{b}} projeta outros tensores sobre os elementos do hiperplano ortogonais a {\displaystyle u^{a}},
- a densidade de matéria é dada pela função escalar {\displaystyle \mu },
- a pressão é dada pela função escalar {\displaystyle p},
- o vetor de fluxo de calor é dado por {\displaystyle q^{a}},
- o tensor de cizalhamento viscoso é dado por {\displaystyle \pi ^{ab}}.

O vetor de fluxo de calor e tensor de cizalhamento viscoso são transversos ao "mundo de linhas", no sentido que
{\displaystyle q_{a}\,u^{a}=0,\;\;\pi _{ab}\,u^{b}=0}
Isto significa que eles são efetivamente grandezas tridimensionais, e desde que o tensor de tensão de cizalhamento é simétrico e sem traço, eles tem respectivamente componentes 3 e 5 linearmente independentes. Juntos com a densidade e pressão, isto perfaz um total de 10 componentes linearmente independentes, o qual é o número de componentes independentes de um tensor simétrico de ordem dois quadri-dimensional.

## Casos especiais
Alguns casos especiais de soluções de fluidos são dignos de nota:
- Um fluido perfeito tem cizalhamento viscoso nulo e nulo fluxo de calor:

{\displaystyle T^{ab}=(\mu +p)\,u^{a}\,u^{b}+p\,g^{ab}},
- Uma "poeira" é um fluido perfeito sem pressão:

{\displaystyle T^{ab}=\mu \,u^{a}\,u^{b}},
- Um fluido de radiação é um fluido perfeito com {\displaystyle \mu =3p}:

{\displaystyle T^{ab}=p\,\left(4\,u^{a}\,u^{b}+\,g^{ab}\right)}
Os dois ultimos são frequentemente usados como modelos cosmológicos para (respectivamente) as eras do domínio da matéria e do domínio da radiação do universo. Observe-se que enquanto no geral exige-se dez funções para especificar um fluido, um fluido perfeito exige somente duas, e as "poeiras" e fluidos de radiação exigem cada um somente uma função. É muito mais fácil encontrar tais soluções do que é encontrar uma solução fluida geral.
Entre os fluidos perfeitos diferentes de poeiras ou radiação, outro caso muito importante é o das soluções de fluido estático esfericamente simétrico perfeito. Estes podem sempre ser combinados ao vácuo de Schwarzschild através de uma superfície esférica, assim podem ser usados como o soluções de interior em um modelo estelar. Em tais modelos, a esfera de {\displaystyle r=r[0]}, onde o fluido interior é combinado ao vácuo exterior na superfície da estrela, e a pressão deve desaparecer no limite enquanto o raio aproxima-se de {\displaystyle r_{0}}. Entretanto, a densidade pode ser diferente de zero no limite inferior, quando naturalmente for zero dentro do limite superior. Nos últimos anos, diversos esquemas surpreendentemente simples foram dados obtendo todas estas soluções.

## Tensor de Einstein
Os componentes de um tensor calculado em relação a uma estrutura de campos tanto quanto a base de coordenadas são chamados frequentemente componentes físicos, porque estes são os componentes que podem (em princípio) ser medidos por um observador.
No caso especial de um fluido perfeito, uma rede adaptada
{\displaystyle {\vec {e}}_{0},\;{\vec {e}}_{1},\;{\vec {e}}_{2},\;{\vec {e}}_{3}}
(o primeiro é um campo vetorial unitário temporal, os últimos três são campos vetoriais unitários espaciais) podem sempre ser encontrados no tensor de Einstein quando toma a forma simples
{\displaystyle G^{{\hat {a}}{\hat {b}}}=8\pi \,\left[{\begin{matrix}\mu &0&0&0\\0&p&0&0\\0&0&p&0\\0&0&0&p\end{matrix}}\right]}
onde {\displaystyle \mu } é a densidade e {\displaystyle p} é a pressão do fluido. Onde, o campo vetorial unitário temporal {\displaystyle {\vec {e}}_{0}} é em toda parte tangente às linhas de mundo dos observadores que comovem-se com os elementos fluidos, assim a densidade e a pressão apenas mencionadas são aquelas medidas pelos observadores que comovem-se. Estas são as mesmas grandezas que aparecem na expressão coordenada geral da base dada na seção precedente; para ver isto, apenas faz-se {\displaystyle {\vec {u}}={\vec {e}}_{0}}. Da forma de componentes físicos, é fácil ver que o grupo isotrópico de qualquer fluido perfeito é isomórfico ao grupo de Lie de três dimensões SO(3), o grupo de rotação ordinário.
O fato que estes resultados são exatamente os mesmo para espaço-tempos curvados como para hidrodinâmica em espaço-tempo de Minkowski planos é uma expressão do princípio da equivalência.

## Valores próprios
O polinômio característico do tensor de Einstein em um fluido perfeito deve ter a forma
{\displaystyle \chi (\lambda )=\left(\lambda -8\pi \mu \right)\,\left(\lambda -8\pi p\right)^{3}}
onde {\displaystyle \mu ,\,p} são novamente a densidade e pressão do fluido, medido por observadores comóveis com os elementos de fluido. (Note-se que estas grandezas podem  variar  dentro do fluido.) Desenvolvendo e aplicando métodos de base de Gröbner para simplificar as relações algébricas resultantes, descobre-se que os coeficientes da característica devem satisfazer as duas seguintes condições algebricamente independentes (e invariantes):
{\displaystyle 12a_{4}+a_{2}^{2}-3a_{1}a_{3}=0}
{\displaystyle a_{1}a_{2}a_{3}-9a_{3}^{2}-9a_{1}^{2}a_{4}+32a_{2}a_{4}=0}
Mas de acordo com as identidades de Newton, os traços das potências do tensor de Einstein estão relacionadas a esses coeficientes como se segue:
{\displaystyle {G^{a}}_{a}=t_{1}=a_{1}}
{\displaystyle {G^{a}}_{b}\,{G^{b}}_{a}=t_{2}=a_{1}^{2}-2a_{2}}
{\displaystyle {G^{a}}_{b}\,{G^{b}}_{c}\,{G^{c}}_{a}=t_{3}=a_{1}^{3}-3a_{1}a_{2}+3a_{3}}
{\displaystyle {G^{a}}_{b}\,{G^{b}}_{c}\,{G^{c}}_{d}\,{G^{d}}_{a}=t_{4}=a_{1}^{4}-4a_{1}^{2}a_{2}+4a_{1}a_{3}+2a_{2}^{2}-a_{4}}
para que se possa reescrever as duas grandezas acima inteiramente em termos dos traços das potências. Estes são invariantes obviamente escalares, e eles devem desaparecer de forma idêntica no caso de uma solução de fluido perfeito:
{\displaystyle t_{2}^{3}+4t_{3}^{2}+t_{1}^{2}t_{4}-4t_{2}t_{4}-2t_{1}t_{2}t_{3}=0}
{\displaystyle t_{1}^{4}+7t_{2}^{2}-8t_{1}^{2}t_{2}+12t_{1}t_{3}-12t_{4}=0}
Observe-se que este assume nada sobre qualquer possível equação de estado relacionando a pressão e densidade do fluido; assume-se apenas que tem-se um autovalor simples e um triplo.
No caso de uma solução de poeira (pressão de fuga), estas condições simplificam-se consideravelmente:
{\displaystyle a_{2}\,=a_{3}=a_{4}=0}
ou
{\displaystyle t_{2}=t_{1}^{2},\;\;t_{3}=t_{1}^{3},\;\;t_{4}=t_{1}^{4}}
Em notação ginástica de tensores, isto pode ser escrito usando-se o escalar de Ricci como:
{\displaystyle {G^{a}}_{a}=-R}
{\displaystyle {G^{a}}_{b}\,{G^{b}}_{a}=R^{2}}
{\displaystyle {G^{a}}_{b}\,{G^{b}}_{c}\,{G^{c}}_{a}=-R^{3}}
{\displaystyle {G^{a}}_{b}\,{G^{b}}_{c}\,{G^{c}}_{d}\,{G^{d}}_{a}=-R^{4}}
No caso de um fluido de radiação, os critérios tornam-se
{\displaystyle a_{1}=0,\;27\,a_{3}^{2}+8a_{2}^{3}=0,\;12\,a_{4}+a_{2}^{2}=0}
ou
{\displaystyle t_{1}=0,7\,t_{3}^{2}-t_{2}\,t_{4}=0,\;12\,t_{4}-7\,t_{2}^{2}=0}
Ao utilizar-se esses critérios, é preciso ter cuidado em garantir que o maior valor próprio pertence a um vetor próprio tipo tempo, uma vez que existem variedades lorentzianas, satisfazendo este critério de valor próprio, no qual o maior valor próprio pertence a um vetor próprio tipo espaço, e estes não podem representar fluidos de radiação.
Os coeficientes da característica, muitas vezes, parecem muito complicados, e os traços não são muito melhores; quando se olha para as soluções é quase sempre melhor computar os componentes do tensor de Einstein no que diz respeito a uma estrutura adequadamente adaptada e, em seguida, eliminar as combinações apropriadas de componentes diretamente. No entanto, quando nenhuma estrutura adaptada é evidente, estes critérios de valores próprios podem ser, por vezes, úteis, especialmente quando utilizados em conjunto com outras considerações.
Esses critérios podem muitas vezes ser úteis para a verificação local de supostas soluções de fluido perfeito, caso em que os coeficientes das características são muitas vezes muito mais simples do que seriam para um fluido imperfeito mais simples.

## Exemplos
Soluções de poeira individuais notáveis estão listados no artigo sobre soluções de poeira. Soluções de fluido perfeito notáveis que apresentam pressão positiva incluem vários modelos da cosmologia de fluidos de radiação, incluindo
- Fluidos de radiação FRW, frequentemente referidos como os modelos FRW de radiação dominante.

Em adição à família de fluidos perfeitos estáticos esfericamente simétricos, destacam-se as soluções de fluido em rotação incluem
- Fluido de Wahlquist, o qual tem simetrias similares ao vácuo de Kerr, levando a previsões iniciais que poderiam fornecer soluções para o interior de um modelo simples de uma estrela em rotação.